# Клара Рокмор
Клара Рокмор (Вилњус, 9. март 1911 — Њујорк, 10. мај 1998) била је литванска музичарка, виртуоз на теремину, електронском музичком инструменту.

## Биографија

### Ране године
Рођена као Клара Реисенберг у Вилњусу (у данашњој Литванији, а тада у саставу велике Руске империје), у породици литванских Јевреја, као најмлађа од три ћерке. У најранијем детињству постала је чудо од детета на виолини и као таква уписала се на Санкт-Петербуршки конзерваторијум већ са четири године и до данас остала најмлађи студент икада примљен у ову установу. Студирала је виолину код маестра Леополда Ауера. Године 1921. Клара се са породицом сели у Сједињене Америчке Државе.
На жалост, проблеми са костима услед дечије неухрањености приморали су је да у тинејџерском узрасту напусти виолину. Управо ова околност, као и познанство са још једним емигрантом, Лавом Сергејевичем Терменом (Лев Сергéевич Термéн), довели су до тога да Клара упозна тада новонастали електронски инструмент теремин (терменвокс) и постане можда најпознатији извођач на њему.

### Каријера
Рокморова је наступала у Њујорку и Филаделфији и изненадила јавност на турнеји од обале до обале, на којој је наступала са Полом Робесоном, али тек пошто је 1977. године објавила свој први комерцијални албум под називом Уметност Теремина (The Art of the Theremin). Албум је снимљен у продукцији Роберта Муга, а Рокморова га снима уз клавирску пратњу своје сестре Нађе Реизенберг, која јој се придружила и на неколико концерата.

### Лични живот
Иако ју је Лав Сергејевич Термен, изумитељ теремина, просио неколико пута, Клара Реисенберг удала се за адвоката Роберта Рокмора и након тога професионално наступала под именом Клара Рокмор. Рокморови нису имали деце.
Умрла је у Њујорку 10. маја 1998. године, у 87. години. Иако јој се здравствено стање убрзано погоршавало током скоро годину дана она је, по сопственим речима, одлучила да живи како би дочекала рођење унуке своје сестричине, која је рођена два дана пре Кларине смрти.

## Доприноси теремину
Класично образовање дало је Рокморовој предност над многим другим извођачима на термену тог времена. Она је била апсолутни слухиста, што јој је омогућило да се игра са овим новим инструментом. Имала је изузетно прецизну контролу над својим покретима, што је важно код свирања на оваквом инструменту, на ком извођач не производи звук директним додиром већ више или мање блиским покретом. Она је развила јединствену технику свирања овог инструмента, укључујући систем покретања прстију, што јој је омогућило да прецизно изведе брзе пасаже и велике нотне скокове.

### Утицај на развој инструмента
Рокморова је уочила ограничења оригиналног инструмента и помогла да се теремин развије до нивоа који ће задовољити њене извођачке захтеве. Захваљујући блиском односу са Лавом Терменоммогла је да утиче на дизајн и еволуцију инструмента, сугеришући промене какве су смањење величине инструмента, како би се извођач боље видео, повећање осетљивости поља антене и повећње опсега тонова са три на пет октава.

### Јавни утицај
До тренутка када почиње да организује велике концерте, какав је онај у њујоршком Таун холу (The Town Hall) 1938. године, Клара Рокмор је постајала све познатија по томе што је импресионирала критичаре својом уметношћу свирања на теремину и то у времену у коме је највећи део јавности имао негативан став према могућностима овог инструмента.

## Албуми
- The Art of the Theremin, 1977.
- Clara Rockmore's Lost Theremin Album, 2006.
- Music In and On The Air, 2011

## Филм и видео
- Martin, Steven M. (Director) (1995). Theremin: An Electronic Odyssey (Film and DVD). MGM. Приступљено 11. 9. 2009.
- Moog, Robert (Producer) (1998). Clara Rockmore: The Greatest Theremin Virtuosa (Videotape (VHS)). Moog Music and Little Big Films. Архивирано из оригинала 24. 04. 2020. г. Приступљено 24. 06. 2016.
- Moog, Robert (Producer) (2005). Two Theremin Classics (DVD). Moog Music and Little Big Films. Архивирано из оригинала 24. 04. 2020. г. Приступљено 24. 06. 2016.

## Популарна култура
Ирска електропоп група The Garland Cult уврстила је песму "Клара Рокмор" на у свој албум Protect Yourself from Hollywood из 2007.
Роман Шона Мичела Us Conductors бави се фиктивним односом између Кларе Рокмор и Лава Термена.
9. марта 2016 Гугле је објавио Гугл дудл посвећен Клари Рокмор, баш као што је то урадио и за Роберта Муга 2012. године.